# زمین‌لرزه ۲۰۱۱ جاوه
زمین‌لرزه جاوه  در تاریخ ۳ آوریل ۲۰۱۱ میلادی، برابر با ‎۱۴ فروردین ۱۳۹۰، ساعت ۲۰:۰۶:۴۲٫۰ به زمان یوتی‌سی در اندونزی رخ داد.ژرفای این زلزله ۲۴٫۰ کیلومتر بود. بزرگی آن ۶٫۷ در مقیاس mb بدست آمده‌است.
شمار کشتگان نزدیک به ۱ نفر گزارش شده‌است.
پروژهٔ جهانی تنسور گشتاور مرکزوار پارامتر زمان مرکزوار زمین‌لرزه را با اختلاف ۹٫۲ ثانیه نسبت به زمان رخداد اشاره شده در بالا و مختصات مرکزوار را در ۱۰°۰۴′جنوبی ۱۰۷°۴۳′شرقی / ۱۰٫۰۶°جنوبی ۱۰۷٫۷۲°شرقی محاسبه کرد و همچنین، ژرفا در ۱۸٫۹ کیلومتر بدست آمده‌است. در این محاسبات زاویه‌های (راستا، شیب، ریک) گسل سازندهٔ زمین‌لرزه و صفحه عمود بر آن برابر با (°۸۶، °۴۴، °-۱۳۲) یا (°۳۱۸، °۵۹، ° -۵۷) حاصل شده‌است.